# Semiothisa rithrusaria
Semiothisa rithrusaria är en fjärilsart som beskrevs av Walker 1860. Semiothisa rithrusaria ingår i släktet Semiothisa och familjen mätare. Inga underarter finns listade i Catalogue of Life.